# 凱旋武昌駅
凱旋武昌駅（がいせんぶしょうえき）は台湾高雄市苓雅区朝暘里にある高雄捷運環状軽軌の駅。駅番号はC35。凱旋三路と武昌路の交差点南東側に位置する。

## 歴史
- 2017年2月9日 - 起工[1]。
- 2018年8月22日 - 駅名決定[2][注 1]。
- 2021年1月12日 - 開業[5]。

## 駅構造
相対式ホーム2面2線の地上駅。
| 地上                                       |                                                         |
| 歩道                                       |                                                         |
| 相対式ホーム、右側のドアが開く。簡易改札機 |                                                         |
| 内回り・下り                               | ←■環状軽軌 籬仔内・哈瑪星・鼓山区公所方面（凱旋二聖駅） |
| 外回り・上り                               | →■環状軽軌 凱旋公園方面（五権国小駅）→                  |
| 相対式ホーム、右側のドアが開く。簡易改札機 |                                                         |

## 駅周辺
- 台湾鉄路管理局機務処旧高雄機廠
- 英明公園
- 英明黄昏市場
- 高雄市立英明国民中学（中国語版）

## 隣の駅
高雄捷運
■環状軽軌
五権国小駅 C34 - 凱旋武昌駅 C35 - 凱旋二聖駅 C36

### 註釈
1. ↑  計画時の仮称は武昌路で[3]、投票時の候補は凱旋武昌だった[4]。